# 威姓
威，是一個罕見的中文姓氏。

## 源流
《廣韻》引《風俗通》所載，威姓為「齊威王之後」。另外，《山海經‧大荒北經》曾述及「有人一目，當面中生」的「一目人」，書中更指出這個一目國的族人是「威姓，少昊之子」，以黍為食。

## 名人
威應洪：清代時曾國藩旗下將領。據朱孔彰《中興將帥別傳》載，指威應洪「初甚家貧，為人傭。」